# ستيف كوان
ستيف كوان (بالإنجليزية: Steve Cowan)‏ (17 فبراير 1963 في المملكة المتحدة - ) هو لاعب كرة قدم بريطاني في مركز الهجوم. شارك مع منتخب اسكتلندا تحت 19 سنة لكرة القدم. أما مع النوادي، فقد لعب مع بورتاداون ونادي أبردين ونادي سانت ميرين ونادي كليفتونفيل ونادي ماذرويل ونادي هيبرنيان ونادي ألبيون روفرز ونادي بيليمينا يونايتد.

## وصلات خارجية
- ستيف كوان على موقع قاعدة بيانات كرة القدم.إي يو (الإنجليزية)